# 10262 Samoilov
10262 Samoilov è un asteroide della fascia principale. Scoperto nel 1975, presenta un'orbita caratterizzata da un semiasse maggiore pari a 2,6166953 UA e da un'eccentricità di 0,1843267, inclinata di 13,16370° rispetto all'eclittica.